# Championnat du Costa Rica de football 1960
Navigation
Saison précédente Saison suivante
La Primera División 1960 est la trente-huitième édition de la première division costaricienne.
Lors de ce tournoi, le LD Alajuelense a conservé son titre de champion du Costa Rica face aux sept meilleurs clubs costariciens.
Chacun des huit clubs participant était confronté deux fois aux sept autres équipes.
Le champion de cette saison a récupéré a posteriori une place en Coupe des champions de la CONCACAF.

## Les 8 clubs participants
| \| San José: Gimnástica Española CS La Libertad Deportivo Saprissa LD Alajuelense Carmen FC CS Cartagines I San José CS Herediano I San José Orión FC I San José \| Localisation des clubs engagés dans le championnat. |
| San José: Gimnástica Española CS La Libertad Deportivo Saprissa LD Alajuelense Carmen FC CS Cartagines I San José CS Herediano I San José Orión FC I San José                                                           |

| Club                | Stade                        | Capacité          | Ville         |
| LD Alajuelense      | Stade Alejandro Morera Soto  | 17 900            | Alajuela      |
| Carmen FC           | Stade Carlos Alvarado        | 3 000             | Santa Bárbara |
| CS Cartagines       | Stade José Rafael Meza       | 13 500            | Cartago       |
| Gimnástica Española | Stade inconnu                | Capacité inconnue | San José      |
| CS Herediano        | Stade Eladio Rosabal Cordero | 8 100             | Heredia       |
| CS La Libertad      | Stade national du Costa Rica | 25 500            | San José      |
| Orión FC            | Stade Lito Monge             | 27 500            | Curridabat    |
| Deportivo Saprissa  | Stade national du Costa Rica | 25 500            | San José      |

## Compétition
Les huit équipes s'affrontent à deux reprises selon un calendrier tiré aléatoirement. Le dernier du classement est relégué en Segunda División.
Le classement est établi sur l'ancien barème de points (victoire à 2 points, match nul à 1, défaite à 0).
Le départage final se fait selon les critères suivants :
- Le nombre de points.
- Une confrontation aller-retour supplémentaire.

### Classement
| Rang | Équipe              | Pts | J  | G  | N | P  | Bp | Bc | Diff |
| ---- | ------------------- | --- | -- | -- | - | -- | -- | -- | ---- |
| 1    | LD Alajuelense (T)  | 24  | 14 | 11 | 2 | 1  | 44 | 13 | +31  |
| 2    | CS Herediano        | 20  | 14 | 9  | 2 | 3  | 38 | 15 | +23  |
| 3    | Deportivo Saprissa  | 19  | 14 | 8  | 3 | 3  | 38 | 18 | +20  |
| 4    | CS Cartagines       | 16  | 14 | 7  | 2 | 5  | 24 | 22 | +2   |
| 5    | Carmen FC           | 10  | 14 | 4  | 2 | 8  | 18 | 31 | -13  |
| 6    | Gimnástica Española | 10  | 14 | 3  | 4 | 7  | 19 | 33 | -14  |
| 7    | Orión FC            | 8   | 14 | 2  | 4 | 8  | 22 | 37 | -15  |
| 8    | CS La Libertad (P)  | 5   | 14 | 2  | 1 | 11 | 15 | 49 | -34  |

| Légende : Qualifications et relégations | Légende : Qualifications et relégations                             |
| --------------------------------------- | ------------------------------------------------------------------- |
|                                         | Coupe des champions de la CONCACAF 1962 (1er Tour de qualification) |
|                                         | Relégué en Segunda División                                         |
|                                         | (T) : Tenant du titre (P) : Promu de la saison 1959                 |

## Bilan du tournoi
| Tableau d'Honneur |                    |
| Compétition       | Vainqueur          |
| Primera División  | LD Alajuelense     |
| Copa Presidente   | Deportivo Saprissa |

| Qualifications continentales 1961-1962 |                |
| Coupe des champions de la CONCACAF     | Qualifiés      |
| Premier tour de qualification          | LD Alajuelense |

| Promotions et relégations   |                |
| Relégué en Segunda División | CS La Libertad |
| Promu de Segunda División   | CS Uruguay     |

## Statistiques

### Meilleur buteur
- Juan Ulloa (LD Alajuelense) 19 buts